# Aloe monticola
Aloe monticola ist eine Pflanzenart der Gattung der Aloen in der Unterfamilie der Affodillgewächse (Asphodeloideae). Das Artepitheton monticola leitet sich von den lateinischen Worten mons für ‚Berg‘ sowie -cola für ‚-bewohner‘ ab und verweist auf Habitat der Art.

## Beschreibung

### Vegetative Merkmale
Aloe monticola wächst stammlos oder sehr kurz stammbildend und ist in der Regel einfach. Die 24 und mehr lanzettlich verschmälerten Laubblätter bilden eine dichte Rosette. Die glänzend olivgrüne Blattspreite ist 60 bis 70 Zentimeter lang und 14 bis 16 Zentimeter breit. Ihre Ränder sind auffallend braun und hornig. Die stechenden, hellbraunen Zähne am Blattrand sind 6 Millimeter lang und stehen 10 bis 15 Millimeter voneinander entfernt. Der Blattsaft trocknet bräunlich.

### Blütenstände und Blüten
Der Blütenstand weist etwa acht Zweige auf und erreicht eine Länge von 100 Zentimeter. Die fast kopfigen Trauben sind 6 bis 8 Zentimeter lang und 8 Zentimeter breit. Die lanzettlich verschmälerten Brakteen weisen eine Länge von 15 bis 20 Millimeter auf und sind 6 bis 7 Millimeter breit. Im Knospenstadium sind sie ziegelförmig angeordnet. Die in der Regel gelben, gelegentlich scharlachroten Blüten stehen an 15 bis 20 Millimeter langen Blütenstielen. Sie sind 38 Millimeter lang und an ihrer Basis gerundet. Auf Höhe des Fruchtknotens weisen die Blüten einen Durchmesser von 8 Millimeter auf. Darüber sind sie leicht verengt. Ihre äußeren Perigonblätter sind auf einer Länge von 14 Millimetern nicht miteinander verwachsen. Die Staubblätter ragen 5 bis 6 Millimeter und der Griffel ragt 8 Millimeter aus der Blüte heraus.

## Systematik und Verbreitung
Aloe monticola ist in Äthiopien auf vulkanische Berghängen in Höhen von 2350 bis 2550 Metern verbreitet.
Die Erstbeschreibung durch Gilbert Westacott Reynolds wurde 1957 veröffentlicht.

## Nachweise